# Erbteilsübertragung
Die Erbteilsübertragung ist eine in einigen Rechtsordnungen mögliche Übertragung des Erbteils eines Miterben in einer Erbengemeinschaft. Sie ist eine mögliche Form der Erbauseinandersetzung.

## Deutsches Recht
Im deutschen Erbrecht kann es zu Miterbschaft kommen, d. h. zur Beteiligung mehrerer sogenannter Miterben an einer Erbschaft zu Bruchteilen (z. B. drei Miterben zu jeweils 1/3; die Bruchteile können auch für verschiedene Miterben unterschiedlich hoch sein). Nach § 2033 Abs. 1 S. 1 BGB ist es möglich, den Erbteil des Miterben als Ganzes zu übertragen. Gegenstand der Verfügung ist also im Beispielsfall das Drittel an der gesamten Erbschaft, die dem Miterben zusteht.
Eine Übertragung oder eine sonstige Verfügung des Miterben über seinen Anteil an den einzelnen Gegenständen, die zur Erbschaft gehören (Beispiel: Übertragung des Drittels an einem Grundstück, das zur Erbschaft gehört), lässt das deutsche Recht nicht zu, § 2033 Abs. 2 BGB. Nach der Auseinandersetzung, bei der die Erbschaft unter den Miterben geteilt und somit die Miterbengemeinschaft beendet wird, kann hingegen jeder der (ehemaligen) Miterben über die Gegenstände, die zur Erbschaft gehört hatten, verfügen.
Nach dem im deutschen Recht grundlegenden Abstraktionsprinzip ist die Übertragung eines Erbteils durch Vertrag zu unterscheiden von einem Vertrag, durch den ein Miterbe verpflichtet wird, seinen Erbteil zu übertragen (beispielsweise ein Kaufvertrag über den Erbteil, der nach deutschem Recht noch nicht zum Übergang des Erbteils selbst führt). Auch dieses sogenannte Verpflichtungsgeschäft bedarf der notariellen Form, was sich aus § 2371 und § 2385 BGB herleiten lässt.
Verkauft ein Miterbe seinen Erbteil an einen Dritten, so steht den übrigen Miterben nach § 2034 BGB ein gesetzliches Vorkaufsrecht zu, d. h., sie können durch einseitige Erklärung einen Kaufvertrag mit dem verkaufenden Miterben zu den Konditionen herstellen, den dieser mit dem Dritten vereinbart hatte.
Die Erbteilsübertragung ist in § 2033 BGB geregelt und bedarf der notariellen Beurkundung als besonderer Form (§ 2033 Abs. 1 S. 2 BGB).

### Abschichtung
Die Abschichtung ist eine andere Art der Erbauseinandersetzung. Dabei scheidet ein Mitglied der Erbengemeinschaft – in der Regel gegen Erhalt einer Abfindung – einvernehmlich aus derselben aus und sein Erbteil wächst zwingend den verbleibenden Mitgliedern der Erbengemeinschaft im Verhältnis ihres Anteils am Erbe zu. Die Abschichtung ist im BGB nicht ausdrücklich vorgesehen, stellt aber dennoch eine gültige Form der Erbauseinandersetzung dar. Abschichtungsvereinbarungen unterliegen keinem Formzwang, das heißt, sie sind auch ohne notarielle Beurkundung gültig. Aufgrund einer Abschichtungsvereinbarung vorzunehmende Grundbuchänderungen bedürfen lediglich einer notariellen Beglaubigung. Dadurch fallen im Vergleich zu anderen Formen der Erbauseinandersetzung erheblich geringere Notarkosten an. Wird mit dem scheidenden Mitglied der Erbengemeinschaft jedoch als Abfindung die Leistung eines Gegenstands vereinbart, der nur durch ein formbedürftiges Rechtsgeschäft übertragen werden kann (etwa ein Grundstück), ist die für dieses Rechtsgeschäft geltende Form zu beachten.